# Jesús Carlos Cabrero Romero
Jesús Carlos Cabrero Romero (San Luis Potosí, 7 de mayo de 1946) es un sacerdote y  arzobispo  emérito católico mexicano. Fue arzobispo de San Luis Potosí, entre 2012 a 2022. Fue obispo de Zacatecas, entre 2008 a 2012. 

## Biografía

### Primeros años y formación
Jesús Carlos nació el 7 de mayo de 1946 en la ciudad de San Luis Potosí. 
Cursó sus estudios medios superiores así como latín, filosofía y teología en el Seminario de San Luis Potosí. Obtuvo la licenciatura en Teología Espiritual en 1977, en la Pontificia Universidad Gregoriana de Roma.
Fue enviado a Roma, Italia en donde obtuvo la Licenciatura en Teología Espiritual, en la Pontificia Universidad Gregoriana, en 1977.

### Sacerdocio
Recibió la ordenación sacerdotal en su tierra natal, el 12 de abril de 1972, luego de lo cual comenzó a desempeñar su ministerio sacerdotal como vicario de la Parroquia de la Inmaculada Concepción, Matehuala, ahora Catedral de Matehuala y promotor vocacional diocesano.
De 1980 a 1995, fungió como Formador en el Seminario Diocesano, Profesor de Teología Espiritual, Prefecto de Disciplina, Director Espiritual, Vicerrector y Ecónomo General. Desde 1995 hasta 1996 fue Ecónomo y Vicerrector del Pontificio Colegio Mexicano, en Roma. A partir de 1996 y hasta el año 2001 fue párroco de la Parroquia de San Miguel Arcángel, la cual dejó al ser nombrado Párroco de la Parroquia de Nuestra Señora de Guadalupe, en su natal San Luis Potosí.
Fue nombrado, a partir de 2002, además de ser párroco de N. Sra. de Guadalupe, canónigo de la Iglesia Catedral de San Luis Potosí, coordinador de la formación permanente del clero, profesor en el Seminario, director espiritual de la Adoración Nocturna Diocesana, miembro del Colegio de Consultores y miembro del Consejo de Asuntos Económicos, de la Arquidiócesis de San Luis Potosí.

## Episcopado

### Obispo de Zacatecas
El 8 de octubre de 2008, Su Santidad Benedicto XVI lo nombró XIV Obispo de la Diócesis de Zacatecas. El 19 de diciembre de 2008 fue consagrado por Javier Card. Lozano Barragán, en el Monumental Lienzo Charro de la ciudad de Zacatecas.

### Arzobispo de San Luis Potosí
El martes santo 3 de marzo de 2012 fue nombrado tercer Arzobispo de San Luis Potosí por el papa Benedicto XVI. Partió de la Diócesis de Zacatecas el martes 15 de mayo hacia San Luis Potosí haciendo una visita a la Parroquia de Nuestro Padre Jesús, en el Municipio de Salinas, allí fue recibido por personas comprometidas con la Comunidad Católica de ese lugar. Realizó una visita a esta venerada imagen de Jesús y luego convivió con sacerdotes y laicos que lo recibieron. Al terminar esa visita, se encaminó hacia San Luis Potosí entrando por el Saucito. También en este lugar lo esperó un buen grupo de personas del Decanato "Juan Pablo II" en el templo de este lugar. Posteriormente llegó a la casa episcopal, donde fue recibido por el Arzobispo Emérito Don Luis Morales Reyes quien le entregó las instalaciones. El día 16 de mayo,  tomó posesión canónica.